# Оптичний диск Nintendo

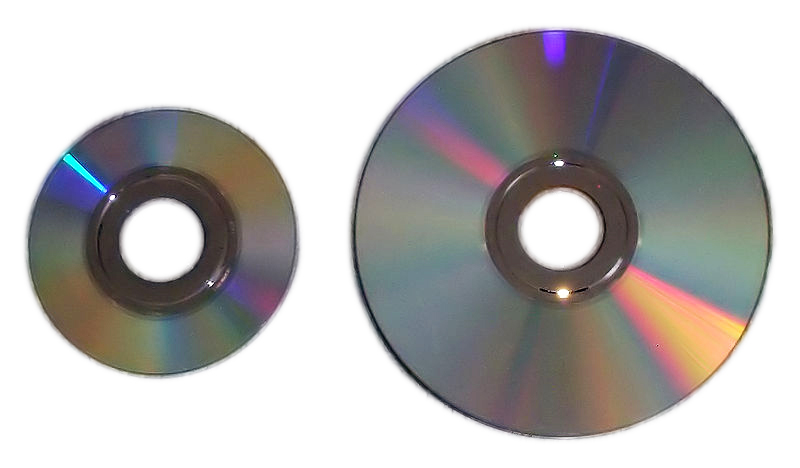
Оптичні диски GameCube і Wii

Оптичний диск Nintendo — це формат оптичного диска, який використовується у Nintendo Nintendo GameCube, Wii та Wii U.

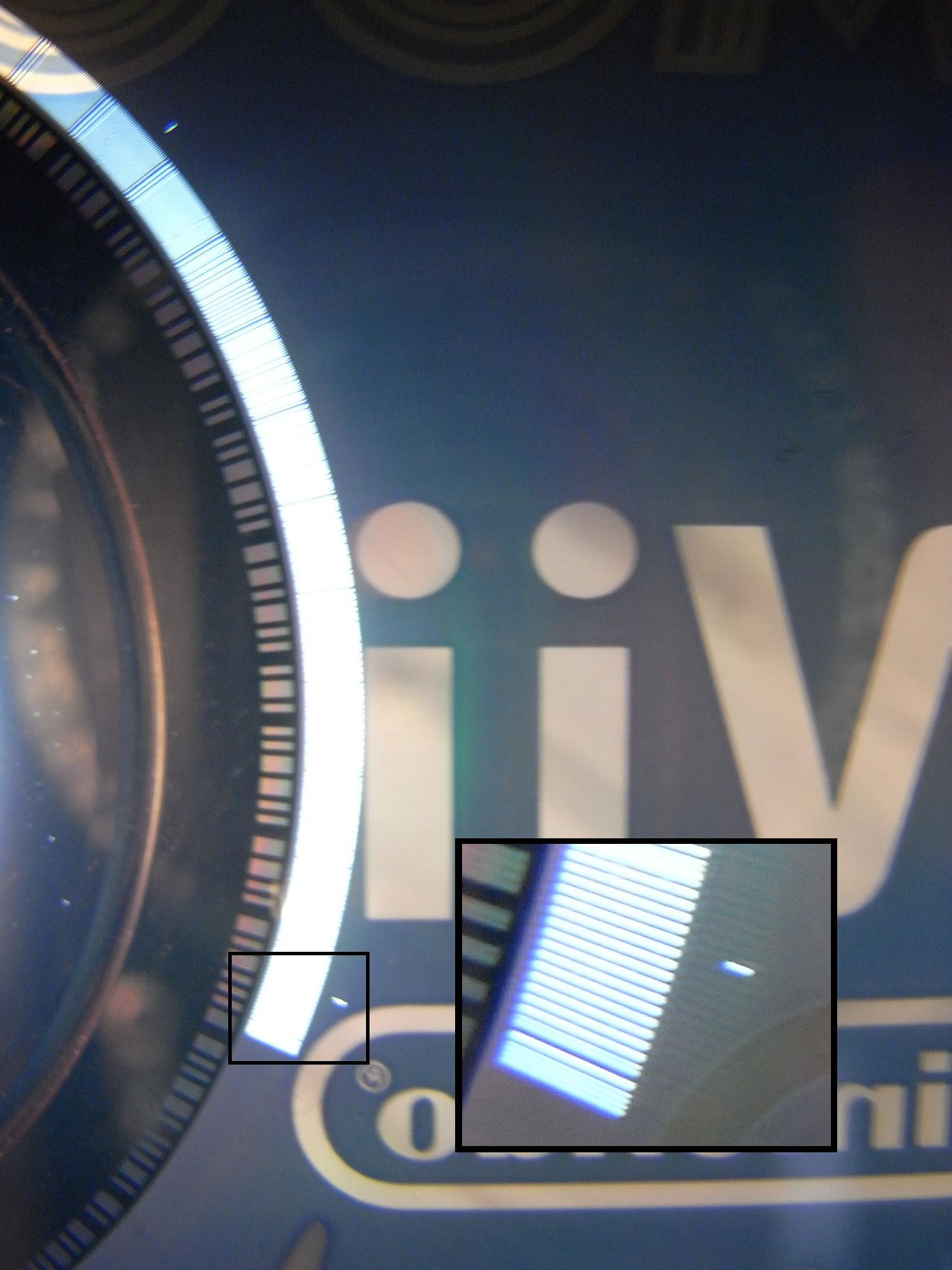
Частина області BCA з міткою

Усі формати дисків, що використовуються Nintendo, є фірмовими, але дуже близькими до існуючих стандартів — Mini-DVD, DVD, Blu-ray Disc. Істотна відмінність полягає в тому, що область вибухового різання (BCA), розташована на внутрішньому колі поверхні диска, позначається лазером YAG у вигляді штрих-коду. Ця мітка містить таблицю шифрування, яка використовується апаратним механізмом захисту від копіювання. Знак ВСА видно неозброєним оком.

## Nintendo GameCube Game Disc
Nintendo GameCube Game Disc (DOL-006) — це носій даних для Nintendo GameCube, створений Matsushita (Panasonic). Диск має діаметр 8 см, ємність в 1,5 ГБ і заснований на стандарті Mini-DVD. Цей формат був обраний з тим щоб запобігти нелегальне копіювання ігор і для зменшення ціни. Можливість програвання DVD-дисків не надавалася користувачеві — на цьому також заощадили близько 20 дол. На консоль — на ліцензійних відрахуваннях в DVD Forum.
Недоліком диска була його відносно невелика ємність. Деякі ігри з великою кількістю даних доводилося розміщувати на двох дисках. Багатоплатформенні ігри, також призначені для PlayStation 2 або Xbox, іноді доводилося обрізати, щоб вмістити на одному диску GameCube; для цього вони зазвичай зменшували гучність ігрового відео, скорочуючи його тривалість та/або повторно кодуючи в гіршій якості.

## Wii Optical Disc
Оптичний диск Wii (RVL-006) — це фізичний носій даних для Wii, розроблений компанією Panasonic. У цьому випадку вже використовується повнорозмірний диск діаметром 12 см на основі стандарту DVD об’ємом 4,7/8,54 ГБ. Усі ігри були випущені на одношарових дисках із Super Smash Bros. Brawl. Після виходу цієї гри Nintendo довелося визнати, що запилені лазерні лінзи викликали проблеми з читанням двошарових дисків. Щоб вирішити проблему, у продаж був випущений комплект для чищення накопичувачів.

## Wii U Optical Disc
Wii U Optical Disc (WUP-006) — носій даних для Wii U, з максимальним об'ємом даних 25 ГБ на шар. Формат розроблений та опублікований компанією Panasonic як одного з основних власників патентів на технологію Blu-ray. Консольний привід обертає диск із постійною кутовою швидкістю 5 разів, що дозволяє читати дані зі швидкістю до 22 МБ/с. На відміну від багатьох інших подібних носіїв, диск має округлі краї, а не гострі краї.